# Neodvisna univerza v Moskvi
Neodvisna univerza v Moskvi (rusko Независимый Московский университет, kratica NMU/IUM (НМУ)) je nedržavna izobraževalna ustanova za poklicne matematike, ki deluje po načelu visokošolskega izobraževanja. Leta 1991 jo je ustanovila skupina znanih akademikov, profesorjev in navdušencev za poučevanje matematike: Arnold, Novikov, Sinaj, Faddejev, Tihomirov, R. L. Dobrušin in drugi. Odločilno vlogo pri oblikovanju univerze sta imela tudi profesor Deligne in R. MacPherson, ter tudi znani učitelj in organizator matematičnih olimpiad Konstantinov. Decembra 1996 je prvih sedem diplomantov prejelo diplome.
NMU ima oddelka za matematiko in teoretično fiziko ter podiplomsko šolo. Predavanja in seminarje lahko obiskuje vsakdo, študent pa lahko postane, ko opravi 3 izpite. NMU je edina nedržavna univerza za izobraževanje poklicnih matematikov v Rusiji. Njeno diplomo priznavajo številne ugledne matematične ustanove, kot so Matematični inštitut Steklova, Univerza Harvard ali Weizmannov znanstveni inštitut.